# サトシのポケモン (テレビアニメ第7シリーズ)
サトシのポケモン（テレビアニメ第7シリーズ）では、任天堂のゲームソフト『ポケットモンスター』シリーズを原作とするアニメ『ポケットモンスター』シリーズに登場するサトシのポケモンのうち、『ポケットモンスター (2019年のアニメ)』から登場したものについて記述する。

## 凡例
記載されている略号
- 1.『ポケットモンスター（無印）』 - 《PM》（無印、平成無印、1997年版、第1シリーズ、平成版）[1]：カントー地方編 - 《KT》、オレンジ諸島編 - 《OS》、ジョウト地方編 - 《JT》
- 2.『ポケットモンスター アドバンスジェネレーション』 - 《AG》：ホウエン地方編 - 《HT》、バトルフロンティア編 - 《BF》
- 3.『ポケットモンスター ダイヤモンド&パール』 - 《DP》
- 4.『ポケットモンスター ベストウイッシュ』 - 《BW》
  - シーズン1『ポケットモンスター ベストウイッシュ』 - 《BW》
  - シーズン2『ポケットモンスター ベストウイッシュ シーズン2』 - 《BW2》：エピソードN - 《BW2N》、デコロラアドベンチャー - 《DA》
- 5.『ポケットモンスター XY』 - 《XY》
  - シーズン1『ポケットモンスター XY』 - 《XY》
  - シーズン2『ポケットモンスター XY&Z』 - 《XY&Z》
- 6.『ポケットモンスター サン&ムーン』 - 《SM》
- 7.『ポケットモンスター（新無印）』 - 《PM2》（新無印、令和無印第1作、2019年版、第7シリーズ）
  - シーズン1『ポケットモンスター』 - 《PM2》
  - シーズン2『ポケットモンスター めざせポケモンマスター』 - 《MPM》
- 8.『ポケットモンスター（リコとロイ編）』 - 《LR》（リコとロイ編、令和無印第2作、2023年版、第8シリーズ）
  - シーズン1『ポケットモンスター リコとロイの旅立ち』 - 《LR1》
  - シーズン2『ポケットモンスター テラパゴスのかがやき』 - 《LR2》
  - シーズン3『ポケットモンスター テラスタルデビュー』 - 《LR3》
- 『ポケットモンスター サイドストーリー』 - 《SS》
- 『ポケットモンスター（劇場版）』 - 《MV》
- 『ポケットモンスター（OVA）』 - 《OA》（機内上映向け作品を含む場合がある）

## 構成
歴代シリーズと異なり、世代別のポケモンという構成ではなくなっている。ガラル地方に加わったポケモンはネギガナイトとウオノラゴンのみ。またガラル地方の最初のポケモンは全てゴウの手持ちに収まった形になったため、サトシは所持していない。
XY本編で使用することが無かったメガシンカするポケモンや、キョダイマックスを持つポケモンが手持ちにいることが特徴。また、XY以来、手持ちすべてが最終進化しており、その内カイリューとゲンガーは最終進化の状態でゲットしており、進化したのはリオルとカモネギの2体となっている。
シリーズとして初めてほのおタイプが手持ちに加わっていないが、ゴウカザルが一時的ながらも、ファイヤー戦にて、復帰した。
ゴウのポケモン同様、普段はサクラギパークに預けており、バトルなどで適宜持ち歩いている。
第136話にてサトシがサクラギ研究所から旅立っているが、同話のラストにルカリオがバトルするシーンで物語が終わる。
MPMではオーキド博士やククイ博士に預けているポケモンを旅に連れ出しており、手持ちが頻繁に入れ替わっている。PM2から手に入れたポケモン達もマサラタウンの帰還に伴いサクラギ研究所からオーキド研究所に移している。

## ポケモン一覧
※戦績の対象は、ワールドチャンピオンシップスなどの公式戦のみ。

### カイリュー
（ハクリュー）→カイリュー
- 声 - 三宅健太
- 性別：♀
- 特性：せいしんりょく
- 戦績：4勝3敗
- 登場時期：PM2

第10話から登場。PM2で最初にゲットしたポケモンであり、PM2の手持ちにおける紅一点でもある。元々はカイリュー系統の生息地にいた個体。
仲間たちが次々と成長していく中、空を飛べずに悩んでいた。サトシと共に特訓を行った末、飛行できるようになった。その矢先、カイリューの群れを狙ったロケット団のホエルオーが暴走。絶体絶命のピンチに陥ったサトシを助けるため、勇敢に立ち向かったところカイリューへ進化した。騒動が治まった後、サトシの仲間になることを決意したことでゲットされた。ゲット以降は、バトルだけではなく、空からの偵察や飛行要員としても活躍している。
温和で心優しい性格。人懐っこく、気に入った相手に抱きつく癖がある。
サトシの手持ちとしては、歴代トップクラスの実力を有する。通常の倍近くある巨大ゴルーグと互角に渡り合い、コルニのメガルカリオにも競り勝っており、アイリスのカイリューの「ドラゴンダイブ」をくらっても耐えきるなど耐久面においても優秀。アイリスからは「サトシのために戦っている」と称賛している。序盤からハイパークラスまでは無敗だったが、キバナ戦以降から徐々に負けが続くようになる。
ポケモンフーズが無くなった事件では、サトシにポケモンたちの揉み合いを仲裁するように頼まれたが、サトシ・ゴウ・ピカチュウ・リオル・ラビフットを移動させ、ポケモンたちの様子を伺わせている。
第25話で公式戦デビューを果たす。「りゅうのまい」を使った戦法でコジョンドを圧倒し、続くメガルカリオ相手とも互角に渡り合う。最終的に「グロウパンチ」と「ドラゴンクロー」のぶつかり合いの末、わずかな差で勝利を収めスーパークラス昇格へ導いた。
第29話ではメッソンの涙で泣いていたが、メッソンに抱き着いて落ち着かせた。
第47話では大食い大会に参加したが、体格に反して意外と小食であることが判明。一回戦で敗北した。
第65話ではアイリスのカイリューに終始圧倒され、やむなくウオノラゴンと交代。その後、オノノクス相手に再び投入された。熾烈なバトルを繰り広げた末、新技「りゅうせいぐん」で勝利を収め、サトシのハイパークラス昇格に貢献した。また、このバトルがゴウがキングドラをゲットするきっかけとなった。
第71話ではゲンガー、プテラ、ムウマ、フライゴンと共にキュウコン（アローラのすがた）を探していたが、見つけられなかった。
第90話ではハクリューからミニリュウを経て卵へ退化してしまった。
キバナ戦では一体目として出場。フライゴンの「すなあらし」に翻弄され、初の公式戦敗北となる。
シンジ戦では二番手。ガブリアスのパワーに圧倒され、最後は「りゅうせいぐん」を身体に纏わせた「カイリューせいぐん」で突撃するも「ドラゴンクロー」による反撃を受けて敗北。
準決勝のシロナ戦では一番手。りゅうせいぐんを繰り出すも、ミカルゲには歯が立たず、「さいみんじゅつ」で眠らされ、そこからの「ゆめくい」を喰らってあっさりと敗北する。
決勝戦のダンデ戦ではドラパルトの「ドラゴンテール」に引き出される形で六番手として登場。「りゅうのまい」、「ドラゴンクロー」を「ドラゴンアロー」に翻弄され、「ドラゴンテール」を食らいメガルカリオと交代させられる。その後、ルカリオが敗れた後再び投入。「りゅうせいぐん」で「ドラゴンアロー」を撃墜させ、そのままドラパルトにしがみつき「カイリューせいぐん」で叩きつけ勝利する。ゴリランダーでも続投されるが、「ドラムアタック」で動きを封じ込められ「たたきつける」を食らうも持ちこたえる。その後「ドラゴンクロー」で対抗するも、全てゴリランダーの「アクロバット」で避けられてしまい、その隙を突かれた瞬間に攻撃されて敗れる。
使用技は「りゅうのまい」、「ドラゴンクロー」、「ぼうふう」、「りゅうせいぐん」。以前は「はかいこうせん」も使用。

### ゲンガー
（ゴースト）→ゲンガー（キョダイマックスゲンガー）
- 声 - 間宮康弘
- 親：不明
- 性別：♂
- 特性：のろわれボディ
- 戦績：5勝6敗1分
- 登場時期：PM2

第11話から登場し、第16話でゲットされた。サトシ初のゴーストタイプ。ダイマックスバンドでキョダイマックスすることが可能のポケモン。
陽気で非常にイタズラ好きな性格だが、根は素直である。透明化や影に潜むほか、壁抜けなども行える。
かつては別のトレーナー（声 - 光部樹）の手持ちだったが、不幸な出来事が続いたことで忌み嫌われ、厄介払い同然に捨てられた過去を持つ。それ以来人間を信用できなくなり、クチバシティの空き屋敷に棲みついてポルターガイストを働いていた。
初登場時はサトシたち一行を襲撃するが、ワンパチの「スパーク」で屋外へ吹き飛ばされてしまう。後に第14話のラストシーンに再登場し、第16話で懲りずにまたサクラギ研究所を襲撃する。今度はサトシに憑りつくが、まもなく元トレーナーに遭遇して騙されていたと気付く。自暴自棄に陥ったところをロケット団に狙われるが、サトシと共闘して撃退する。騒動が治まった後、サトシの見舞いに訪れてモンスターボールを渡し、手持ちになる意向を示したことによりゲットした。ゲット前は眉間にしわを寄せた邪悪な目つきをしていた。
当初から抜群のバトルセンスを有し、型に囚われないトリッキーな戦法を用いる。一方、自分より素早さで勝る相手は苦手としている。その為、戦績もカイリューやルカリオに劣る程度であり、負け越し気味だった。
第18話で公式戦デビューを果たす。ビスケスのライチュウに完勝するものの、続くマルマインには「でんじふゆう」を利用した戦法に翻弄されて敗北する。
第25話のバトルフェスでも先鋒として登場する。しかし、コルニのコジョンドのスピードに終始翻弄され、さらに「とんぼがえり」で交代したルカリオに敵わず敗れる。
第35話では他のポケモンたちと共に、ライチュウからきのみをもらった。
第57話ではゲンガーは研究所に入ったコハル達を驚かせたが、驚かなかったコハルのイーブイに圧倒され追い払われた。
第69話ではおつかいの途中のサルノリとイーブイを誘導させた。
第71話ではカイリュー、プテラ、ムウマ、フライゴンと共にキュウコン（アローラのすがた）を探していたが、見つけられなかった。
第77話のデンジ戦では2番手。レントラーを持ち前のトリッキーな戦法で惑わすも、同じく空中戦を得意とするスピンロトムの「でんじは」でまひにさせ、「たたりめ」で状態異常の影響で大ダメージを受けて敗れる。
第89話ではゴーストからゴースを経て卵に退化してしまった。
第92話ではキョダイマックスになるべく、サトシ達と共にダイキノコを探した。ダイキノコを手に入れた後、ダイスープにして飲んだことでキョダイマックスになることが可能になった。なお、ダイスープを作っている最中のオニオンとの会話により、「サトシの側にいたい」という思いから強さを求めていたことが明かされた。
第99話ではマリィのオーロンゲとバトル。相性の悪さもあり苦戦しつつもキョダイマックスオーロンゲを相手に初めてキョダイマックスを使用、最後は「シャドーボール」と「じだんだ」のぶつかり合いに勝利。
キバナ戦では二体目。カイリュー同様、フライゴンに翻弄されるもやむなくキョダイマックスし勝利。ヌメルゴン戦では天候を利用した戦法に苦戦しつつも、「ダイフェアリー」と「ハイドロポンプ」のぶつかり合いで相打ちに終わる。
シンジ戦では三番手。メタグロスのスピードに翻弄されるも、ほのおポケモンたちとの特訓の成果によって新たに覚えた「おにび」によるやけどからの「シャドーボール」で勝利。
ダイゴ戦では二番手。ボスゴドラを「おにび」でやけど状態にし「がんせきふうじ」を「マジカルシャイン」で弾きかえして勝利する。しかし、ユレイドルの触手を操る戦法に圧倒され敗れるも、ピカチュウに勝利のチャンスを与えた。
シロナ戦では二番手。ロズレイドを「おにび」でやけどにさせるも、ミカルゲの「ふいうち」と「マジカルシャイン」のぶつかり合いの末に敗れる。
決勝戦のダンデ戦では二体目。インテレオンの「アクアジェット」による「カウンターシールド」で翻弄されるが、キョダイマックスにして、ダイアシッドで勝利する。しかし、繰り出したバリコオルの「フリーズドライ」を特性「のろわれボディ」で封じたものの追加効果により凍りつかれ、その隙にワイドフォースで戦闘不能になった。
MPMの第8話ではとある屋敷で持ち主の少女（幼い頃のジョーイ）と離れ離れになったジュペッタの「ゴンちゃん」（声 - 武隈史子）との事件にかかわる。
現在の使用技は「シャドーボール」、「マジカルシャイン」、「ヘドロばくだん」、「おにび」。以前は「れいとうパンチ」、「ナイトヘッド」、「サイコキネシス」も使用。
ダイマックス時の技は、「ダイアシッド」、「ダイアイス」、「キョダイゲンエイ」、「ダイフェアリー」。

### ルカリオ
リオル→ルカリオ（メガルカリオ）
- 声 - 真堂圭（リオル）→浪川大輔（ルカリオ）
- 性別：♂
- 特性：せいしんりょく(通常時)・てきおうりょく(メガシンカ時)
- 戦績：8勝4敗2分
- 持ち物：ルカリオナイト
- 登場時期：PM2

第21話から登場。元々はシンオウ地方で発見されたタマゴ。サトシ初のメガシンカが行える個体。
長らく孵化をせず、各地にある育て屋を転々としてきた。カントーに送られてきた際、波導を感じ取りやってきたサトシに心を開き、ようやく孵ることに成功した。頑固で負けず嫌いな性格。向上心が強く、粗削りながらバトルセンスも非常に高い。リオル時代は未熟で返り討ちにされることが多かった。ルカリオに進化後、基礎能力が大きく向上しており、リオル時代に比べて落ち着いた性格になっている。ルカリオになってからは出番が無い影響で活躍できなかったが、メガシンカ可能になってからはバトルスタイルも強化し、徐々に成績をあげる活躍を見せた。
生まれてすぐ野生のポケモンたちに次々とバトルを仕掛け、敗れては幾度も戦いを挑んでいた。その最中、遭遇したイワークに追い詰められたところ、サトシと共闘して勝利する。後に自らゲットされた。ゲット後はサクラギ研究所に預けている他のポケモンと比べて、ルカリオに進化するまでは、サトシと共に行動することが多くなる。
第30話で公式戦デビュー。エレブーの「でんじは」でまひ状態にされるも「しんくうは」で勝利し、サトシにランキング901位となるデビュー戦を飾る。その後もやる気のリオルをサトシが構いすぎたために、ピカチュウが家出をしてしまうきっかけとなった。
第34話ではサイトウのオトスパスと戦うも持ち前の小回りを生かした戦法や「きしかいせい」による反撃もオトスパスの掴みどころのない戦法によって全く通じず、「たこがため」で動きを封じられてからの「アクアブレイク」で止めを刺され、初めて公式戦で敗北した。その後も二連続で敗北し、サトシのランクが一気にノーマルクラスに落ちるほど不調が続いていた。
第39話でサイトウのオトスパスと再戦。「たこがため」を「はっけい」で破ったものの、「はっけい」と「インファイト」の打ち合いの末、引き分けに終わった。
第45話でローズのダイオウドウとナットレイの「パワーウィップ」からサトシとピカチュウを庇いルカリオに進化。同時に習得した「はどうだん」でダイオウドウとナットレイを一撃で倒した。その後もムゲンダイナ相手に、ピカチュウとゴウのエースバーンと共にバトルを繰り広げた。
第46話ではエースバーンと共にミュウツーとバトルするも、ダメージを一度も与えられずに敗北した。
第48話で性格が正反対であるエースバーンと共にピカチュウを助けるためロケット団のダゲキとナゲキとバトルし、苦戦したものの追いかけた際に付けられたゴムの力を利用して勝利。エースバーンとはスイーツなどのことで喧嘩をしていたが、サトシとゴウからは仲がいいと評した。
第76話のアローラゲットレースでは波動でハギギシリの居場所を察知した。
第77話のデンジ戦では1番手。レントラーと対峙し、「エレキフィールド」→「ライジングボルト」のコンボに制圧され、ゲンガーと交代。その後、エレキブルの「かみなりパンチ」で麻痺状態になり、スピンロトムの「たたりめ」を受けながらの「きしかいせい」で勝利。再びレントラーと対戦した際に「ライジングボルト」と「はどうだん」の一騎打ちにより引き分ける。
第84話でメガシンカしたいと考えたサトシがメガ島へ旅立ち、メガフーディンとの死闘の末に「ルカリオナイト」を獲得した。その為、以後はメガルカリオにメガシンカすることが可能になった。
第85話のサイトウとの3度目のバトルではサイトウのオトスパス、ルチャブル、カイリキーに圧倒されつつも自らメガシンカを拒否し、第86話にてこれまで苦戦してきた因縁の相手であるオトスパスを打ち破り３度目の戦いで勝利。その後、キョダイマックスカイリキーを相手に初めてメガシンカを発動させ、最後は土壇場で発動した「てっていこうせん」でサイトウへのリベンジを果たす活躍を見せた。
第89話では別世界のロケット団にインテレオンと共に連れ去られ、第90話でリオルに退化してしまった。
フリーザーとのレイドバトルでは二体目。フリーザー相手に十分なダメージを与えたものの、トキオのサーナイトの「ひかりのかべ」でも防ぎきれないほどの「ふぶき」に敗れる。
第108話ではかつてサトシのパートナーだったゲッコウガと出会う。当初はゲッコウガとのバトルで軽くあしらわれたものの、ゲッコウガから心を通じ合わせる力を教わり、以降は通常時・メガシンカ時と共にサトシとシンクロするようになった。
キバナ戦では三体目。当初はメガシンカする予定だったが、ルールの関係でゲンガーがキョダイマックスしたため通常の姿で戦うことになった。キョダイマックスジュラルドンに苦戦しつつもゲッコウガから教わったシンクロ能力による巨大「はどうだん」の一撃で見事勝利。サトシのマスターズトーナメントの出場に大きく貢献した。
シンジ戦では一番手。「はかいこうせん」の反動で動けないギャラドスに攻撃を仕掛けるも尾に巻き付かれた状態で「こおりのキバ」を食らいつつも脱出。新たに覚えた「バレットパンチ」でギャラドスに勝利。
シロナ戦では六体目。トゲキッスの「エアスラッシュ」を食らいつつも全く怯まず、「バレットパンチ」で打ち消す。その後、トゲキッスがダイマックスしたことによりメガシンカする。3連続「ダイジェット」で素早さの上がったトゲキッスに翻弄されるも「ゴッドバード」を「かげぶんしん」で回避しつつ、「バレットパンチ」を叩きこんで勝利する。その後、ガブリアスの「スケイルショット」に対し、「はどうだん」で対抗する等、両者ともに譲れない展開が続く。そして、「ドラゴンクロー」と「きしかいせい」の一騎打ちの末、両者ともに倒れてしまう。そして、ルカリオが立ち上がった事で僅差で勝利し、決勝進出と共に、サトシを暫定2位にする活躍を見せた。
ダンデ戦では四番手。メガシンカし、波導でバリコオルの動きを呼んで「はどうだん」で倒すが、ドラパルトの相性抜群である「かえんほうしゃ」に食らい一度ウオノラゴンと交代する。再びドラゴンテールでカイリューと入れ替わってしまうが、「10まんボルト」に麻痺されそのまま「かえんほうしゃ」を食らい敗れる。
135話ではルギアを相手にピカチュウやゴウのエースバーン、インテレオン、サルノリと共にレイドバトルをする。ゴウやコハルと別れた後に、トレーナーと対戦。ラプラス相手に「はどうだん」で勝利を収めたところで物語は終わる。
第20話からエンディングにて、タマゴの姿で本編に先駆けて登場。
第32話以降のオープニングでのムゲンダイナとのバトルシーンではルカリオに進化していた。第100話以降のオープニングにてキョダイマックスリザードンとメガルカリオの対決が描かれていたが、本編では実現されなかった。
現在の使用技は「かげぶんしん」、「きしかいせい」、「はどうだん」、「バレットパンチ」。以前は「はっけい」、「しんくうは」（進化前）、「てっていこうせん」も使用。

### ネギガナイト
カモネギ（ガラルのすがた）→ネギガナイト
- 声 - 三木眞一郎
- 性別：♂
- 特性：ふくつのこころ
- 持ち物：ながねぎ
- 戦績：3勝4敗1分
- 登場時期：PM2・MPM

第27話から登場。サトシ初のリージョンフォーム。元々はシュートシティの橋にいた個体。
好戦的な性格でバトルを挑みながら戦う性質を持つ。戦ったゲンバやリントは、カモネギの実力を称賛しており、伸び代を期待していた。ガンピもカモネギの能力を高く評価している。
初登場時には通りすがりのトレーナー相手にバトルを挑んで圧勝し、立て続けにゴウのカモネギも難なく下した。リオルと一進一退の攻防を展開した末、「きしかいせい」を受けても立ち上がるが、そのまま戦闘不能となり、気絶してしまった。バトルを終えた後、カモネギの素質を見込んだサトシから「仲間と一緒に強くなろう」と誘われ、ゲットされた。
第34話で公式戦デビュー。サイトウのルチャブルに終始翻弄されて敗北する。
第51話でネギマスターを目指していることが判明した。イワヤマトンネル近くでゲンバのドテッコツと対戦し、パワーに圧倒されるも、最後はお互いの「ぶんまわす」がぶつかり合い、ドテッコツの鉄骨を砕き、初の公式戦勝利となった。しかし、未熟さをリントに見透かされ彼のエルレイドに完敗する。その後、リベンジを果たすために特訓に励んでいる。
第56話ではさらに鍛えるために四天王ガンピが務める「騎士道の館」へ向かった。サトシの指示に従わず堂々と進んでいたが、サトシに助けられたことで徐々に心を開いていった。最後の試練で「みきり」を習得。
第60話ではリントのエルレイドと再戦。途中でネギを切られてしまうが、逆にそれを利用した戦法によって3発当てた直後にネギガナイトに進化、エルレイドを打ち破りリベンジを果たした。進化後はサトシに忠実に動く。
第69話ではペリッパーとぶつかりそうになったサルノリとイーブイを助けた。
サイトウとの3度目のバトルではルチャブルと再戦。「つじぎり」と「ゴッドバード」のぶつかり合いに敗北する。
フリーザーとのレイドバトルでは一体目。しかし、圧倒的な強さに翻弄されて、ゴウのヒヒダルマ、シゲルのバンギラス、トキオのイエッサンと共に敗れる。
第103話にてシトロンとの練習により「スターアサルト」を習得。その後、四天王ドラセナとバトル。オンバーンに苦戦しつつもウオノラゴンと交代。ウオノラゴンがチルタリスに十分ダメージを与えたこともあり、「スターアサルト」で倒すも体力が尽き倒れ、引き分けた。
シロナ戦では五番手。「ぶんまわす」で「ステルスロック」をなぎ払い、ミロカロスに勝利する。しかし、ガブリアス戦では「スターアサルト」と「りゅうせいぐん」の一騎打ちの末、技による反動の影響で動かなくなり、立ったまま戦闘不能になった。
決勝戦のダンデ戦では3体目。相性で不利なバリコオルに圧倒されるも、「れんぞくぎり」で「サイコフィールド」を打ち消す活躍を見せ、ルカリオと交代した。カイリューを倒された後に再び繰り出され、「スターアサルト」でゴリランダーに攻撃するも、耐えきられる。その後、「10まんばりき」に吹き飛ばされるも、盾に乗って「ドラムアタック」を避けながら、狙いを定めて、「れんぞくぎり」で仕留めようとする。しかし再度の「10まんばりき」で奪われた盾を投げつけられ、「アクロバット」によって敗れた。
MPMの第7話では崖から挟まって動けなくなったホエルコを救出するために協力した。
3勝と戦績も振るわなかったが、シロナやダンデ戦で健闘を残し、サトシの勝利に貢献している。
現在の使用技は「ぶんまわす」、「れんぞくぎり」、「みきり」、「スターアサルト」。以前は「つじぎり」、「きあいだめ」（進化前）も使用。

### ウオノラゴン
ウオノラゴン
- 声 - 堀内賢雄
- 性別：不明
- 特性：がんじょうあご
- 戦績：4勝4敗
- 登場時期：PM2

第50話から登場。サトシ初の化石ポケモン。元々はワイルドエリアで偶然発見された化石。MPMまでのシリーズでサトシが本編最後にゲットしたポケモンである。
本来ウオチルドンに復元される予定だったが、ウカッツたちの手違いによって異なる化石が合わさり、誤ってウオノラゴンになった。復元後、サトシを気に入った事もあってウカッツたちの提案によってゲットされた。その後はサクラギパークで他のみずポケモンたちと仲良く過ごしている。
人懐っこい性格で、ボールから登場するたびに愛情表現でサトシに噛みつく癖がある。鈍重そうなルックスに反して脚力が強く、大きな口を活かした型破りな接近戦が得意。また、遊泳を好む。第121話のミニコーナーから察するに、一人称は「おら」。
第63話ではホウエン地方ミナモシティ開催の障害物競走「キッズマリンアスレチック」にサトシのパートナーとして出場した。ゴウらと激戦を繰り広げた後、洞窟に閉じ込められていたコハルたちを「エラがみ」で助けた。
第65話で公式戦デビューを果たす。アイリスのカイリューと対戦し、「ドラゴンダイブ」を「エラがみ」で受け止めながらそのまま「こおりのキバ」で倒すという荒業を披露する。しかし、続くオノノクスには遠距離からの集中攻撃という対策を取られ、あえなく敗れてしまう。
第80話ではゴウのインテレオンやクラブと共に消火活動をした。
第86話ではゴウのジュゴンとパッチルドン、レジーナのグレイシア（ミーチェ）と共に氷の遊園地を作った。
第103話にて新たに「ドラゴンダイブ」を習得。その後、ドラセナとのバトルでメガチルタリスに苦戦するも十分なダメージを与えネギガナイトの勝利に繋げ、オンバーンを「りゅうのはどう」と「ドラゴンダイブ」のぶつかり合いで勝利。サトシをマスターズクラス昇格に王手となった。
ダイゴ戦では一番手。シンジとの特訓で覚えたメタグロスの「こうそくいどう」による翻弄を逆手に取り、「サイコキネシス」を「エラがみ」で押さえ込んでダメージを与えるも、続くボスゴドラに対しては防御の高さや体重の違いが災いして、「ヘビーボンバー」一撃で呆気なく敗北。初めて一体も倒せずに出番を終えた。
シロナ戦では四番手。ガブリアスに「こおりのキバ」を躱され「ドラゴンクロー」を食らい、交代してきたロズレイドの「どくづき」で毒状態になる。毒状態に苦しみながらも「ドラゴンダイブ」で「リーフストーム」をぶち破って勝利する。その後、サトシが一度引っ込めようとするも、拒否してバトルを継続したが、毒状態が続いていた事もあり、ミロカロスによる巻き付かれてからの「アイアンヘッド」に対して「エラがみ」で対抗するも惜敗。しかし、「エラがみ」のダメージをネギガナイトの勝利に繋げた。
ダンデ戦では五番手。ドラパルトの「ドラゴンアロー」を口で受け止めるもその隙をつき、「ドラゴンアロー」を食らう。その後、古代の力を目覚めさせたことに伸びたトゲでドラパルトを捕らえ、そのまま「エラがみ」でダメージを与えるが、「ドラゴンテール」を叩きつけられ、そのままカイリューと交代させられる。その後ゴリランダーと対峙し、「こおりのキバ」で「ドラムアタック」を打ち破り、「ドラゴンダイブ」で勝利する。その後特性リベロを持つエースバーンと対戦。「みずてっぽう」と「かえんボール」とのぶつかり合いで対等に戦うが、「アイアンヘッド」によって転倒する。その後、「ドラゴンダイブ」でエースバーンに攻撃するも、「とびひざげり」で避けながら攻撃されて敗れる。
使用技は「みずでっぽう」、「エラがみ」、「こおりのキバ」、「ドラゴンダイブ」。

### モクロー
モクロー
- 登場時期：PM2

神とよばれし アルセウスに登場。ヒスイ地方だった頃の体験が出来るシンオウフェスの一環として、昔のモンスターボールを使ったゲット体験会が行われており、そこでモクローをゲットした。
そのためSMで捕まえた昼寝好きのモクローとは別個体である。